# Kontrreformacja

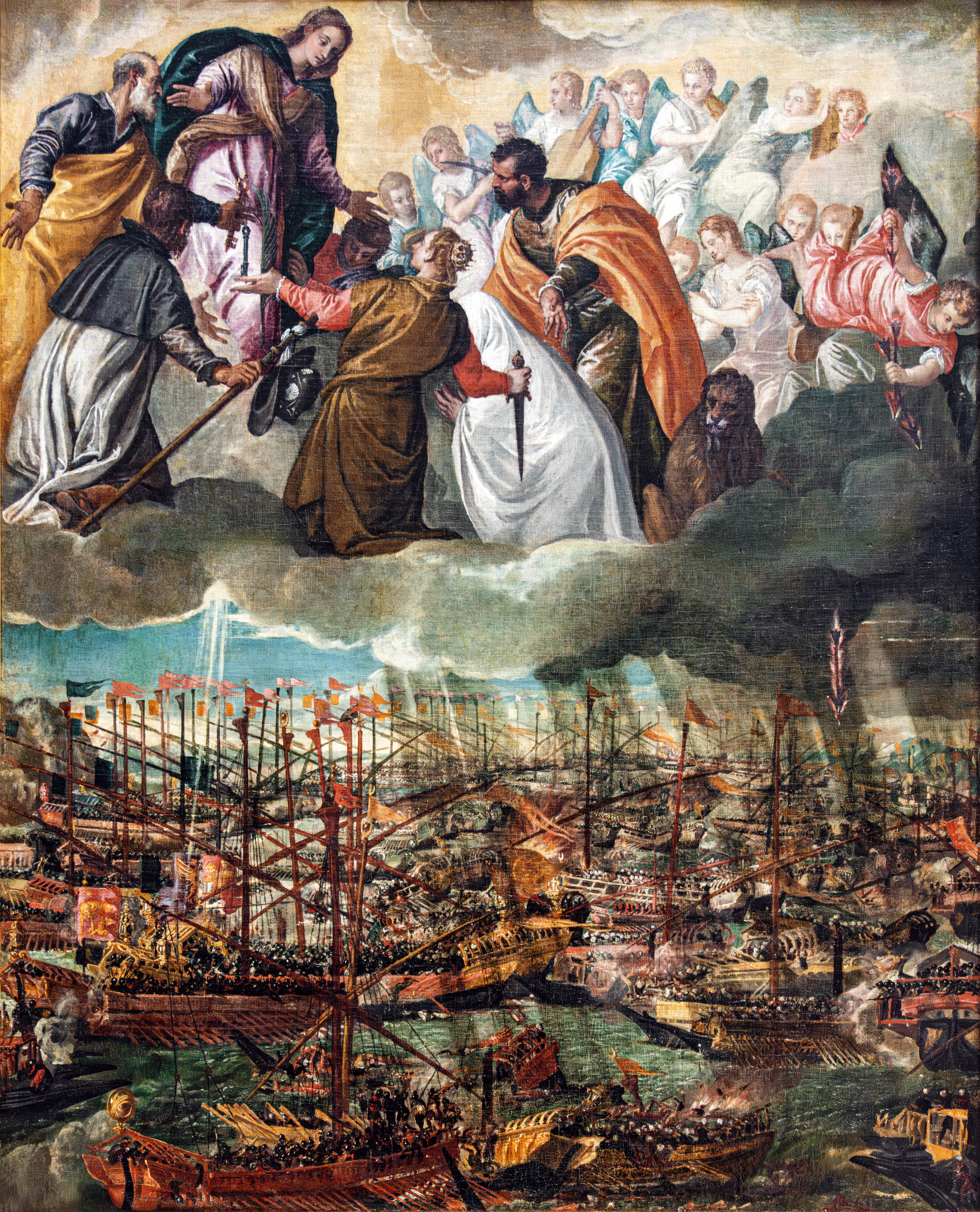
Bitwa pod Lepanto – Paolo Veronese

Kontrreformacja – ruch w Kościele katolickim zapoczątkowany soborem trydenckim, a zakończony wraz z wojną trzydziestoletnią, zmierzający do uzdrowienia stosunków w Kościele, będący odpowiedzią na reformację. Celem kontrreformacji była rekatolicyzacja podejmowana z zamiarem ponownego wprowadzania katolicyzmu wśród społeczności innowierczej na terenach, gdzie wcześniej przeważał katolicyzm.
Działania kontrreformacyjne obejmowały szeroki zakres dziedzin:
- eklezjologia,
- zgromadzenia zakonne,
- ruchy religijne,
- działania polityczne.

Działania te polegały na tworzeniu seminariów w celu właściwego przygotowania księży w zakresie życia duchowego i teologii, reformie życia religijnego zgromadzeń zakonnych poprzez powrót do źródeł ich duchowości oraz inicjowaniu nowych ruchów religijnych skoncentrowanych na życiu religijnym i osobowej relacji z Chrystusem, takich jak mistycyzm hiszpański oraz francuska szkoła duchowości. Do działań politycznych należała reformacja inkwizycji papieskiej (tzw. inkwizycja rzymska).

## Przyczyny
Występujące w Kościele zachodnim poważne nadużycia i problemy wewnętrzne były przyczyną wystąpień wielu duchownych i uczonych, którzy krytykowali istniejący stan rzeczy (rozluźnienie dyscypliny kościelnej, symonię, powszechną ignorancję duchowieństwa, liczne przywileje stanu duchownego i Kościoła, wielorakie i często szkodliwe obciążenia na rzecz duchowieństwa i Kościoła etc.). Wołania o odnowę rozlegały się już od XIII wieku, jednak kuria rzymska za wszelką cenę starała się utrzymać status quo. Narastające problemy prowadziły nierzadko do kryzysów, które czasami wybuchały z różną gwałtownością (schizmy, antypapieże, koncyliaryzm, husytyzm). Jednolity i planowy nurt odnowy wewnątrz Kościoła widoczny był pod koniec XV wieku jedynie w Hiszpanii, gdzie kardynał Francisco Jiménez de Cisneros (1436–1517) rozpoczął reformę Kościoła hiszpańskiego (wspieraną zresztą przez monarchię). Wielokrotne wołania o sobór powszechny zaowocowały zwołaniem V Soboru laterańskiego (1511–1517), z którym wiązano nadzieje wprowadzenia koniecznych reform, jednak sobór ten po raz kolejny pokazał, że Kościół nie jest zdolny do samoodnowy, ze względu na dążenie papiestwa do utrzymania zdobytej władzy i przywilejów (na Soborze tym Leon X uroczyście ponowił bullę Unam Sanctam dodając, że „nieposłuszeństwo papieżowi winno być karane śmiercią”).
Sytuację pogarszał fakt, że duchowieństwo stanowiło do 10% populacji w wielu miastach Europy Zachodniej. Podstawą bytowania duchowieństwa były opłaty za odprawiane msze. Zarówno przeciętny średniowieczny proboszcz, jak i ksiądz w miastach, byli słabo lub w ogóle nie wykształceni. Każdy, kto chciał zostać kapłanem, uczył się u proboszcza najpotrzebniejszych rzeczy. Wykształcenie teologiczne na poziomie uniwersyteckim otrzymywali na ogół (a i to nie zawsze) jedynie kapłani zakonni. Kapłani w miastach nie byli żadnymi duszpasterzami, a jedynie kapłanami „mszalnymi”, a o zachowaniu przez nich celibatu nie mogło być mowy. Tak wielka liczba zakonów żebraczych oraz duchownych, którzy utrzymywani byli z datków, była obciążeniem dla społeczności lokalnych i powodowała liczne napięcia. Wystąpienie Marcina Lutra w roku 1517, które miało miejsce kilka miesięcy po zakończeniu V Soboru Laterańskiego, nastąpiło więc w okolicznościach sprzyjających szybkiemu rozwojowi reformacji. Kościół rzymskokatolicki zaczął tracić wpływy najpierw w Niemczech, następnie w Szwajcarii i Skandynawii oraz w innych krajach.
W początkowym okresie reformacji sam Luter odwoływał się do soboru powszechnego, mając nadzieję na przedstawienie tam swoich nauk, jednak zarówno Leon X, jak i kolejni papieże, byli niechętni zwołaniu takiego soboru, obawiając się uszczuplenia swojej władzy. Drogę do zachowania status quo widzieli przede wszystkim w prowadzonej przez Rzym polityce zewnętrznej, zaś działania w kierunku odnowy moralnej zbywano, tłumacząc się koniecznością dopilnowania pilnych spraw zewnętrznych (zagrożenie ze strony Imperium osmańskiego, wojny pomiędzy krajami katolickimi etc.). Kiedy jednak idee reformacji zaczęły szerzyć się w północnych Włoszech, papiestwo nie mogło pozostać dłużej obojętne, ponieważ dalsze zwlekanie groziło marginalizacją papiestwa.
W listopadzie 1544 roku papież ogłosił kolejną bullę zwołującą sobór powszechny, mający na celu wytępienie herezji, reformę obyczajów i moralności w Kościele, oraz zaprowadzenie pokoju w świecie chrześcijańskim. Sobór ten ostatecznie odbył się i przeszedł do historii jako
Sobór trydencki. Przyjęcie jego uchwał przez kolejne państwa europejskie można uznać za formalny początek odnowy Kościoła rzymskokatolickiego.
Ponieważ reformacja była ruchem odwołującym się do racjonalizmu na tym polu i odwołując się do argumentacji racjonalistycznej, Kościół katolicki podjął polemikę i walkę o odzyskanie swoich wpływów. Rozwinęła się literatura polemiczna, również pisana w językach narodowych w celu trafienia do szerszych warstw, nieznających łaciny. Obok rozwijało się również kaznodziejstwo. Ignacy Loyola zalecał jak najbardziej plastyczne i realistyczne wyobrażenie sobie medytacji. W architekturze pojawia się bogate wnętrze kościołów (w stylu barokowym).

## Sobór trydencki i reforma katolicka
Na Soborze trydenckim (1545–1563) zdefiniowano kanon Pisma Świętego, dogmatykę Kościoła katolickiego oraz uchwalono szereg dekretów dotyczących dyscypliny kościelnej, a także przebudowy kościelnych struktur administracyjnych. Zalecono także opracowanie katechizmu i nauczanie go wiernych, gdyż aż do tej pory Kościół katolicki takiego katechizmu nie miał. Katechizm ten ukazał się kilka lat po zakończeniu soboru (1566). Skutkiem soboru była także reforma liturgii – w 1570 zatwierdzono mszał rzymski (ryt trydencki).

### Zakony
W XVI wieku powstało kilka nowych zakonów, takich jak teatyni, którzy zostali założeni przez Kajetana z Thieny (1480–1547) i przez Jana Piotra Caraffę, późniejszego papieża Pawła IV (1476–1559), czy zakon kapucynów założony przez Matteo Serafini da Bascio (1495–1552). Jednak kontrreformacja związana jest najsilniej z założonym w 1534 przez Ignacego Loyolę (1491–1556) zakonem jezuitów, którego celami były: czynna walka z protestantyzmem i odzyskanie dla katolicyzmu utraconych terenów, a także działalność misyjna.

### Misje
Kościół katolicki osłabiony w Europie, znalazł nowe tereny ekspansji w koloniach zamorskich – na ten okres datuje się powstanie nowych ośrodków misyjnych w obu Amerykach, Afryce i Azji. Jednym z najbardziej znanych wówczas misjonarzy świata był jezuita Franciszek Ksawery (1506–1552).

### Indeks ksiąg zakazanych
W roku 1559 papież Paweł IV wprowadził indeks ksiąg zakazanych, których nie wolno było katolikom czytać pod karą ekskomuniki, zaś spowiednicy mieli obowiązek dowiadywać się, kto czyta i rozpowszechnia druki protestanckie. Do ksiąg zakazanych należały między innymi: wszystkie edycje Biblii niezatwierdzone przez Kościół katolicki, księgi wyznaniowe protestantów, a także wiele innych dzieł literackich napisanych przez autorów zarówno katolickich, jak i niekatolickich (m.in. dopuszczone wcześniej dzieła Erazma z Rotterdamu, w których autor krytykował nadużycia występujące w Kościele katolickim; opracowane w roku 1537 osławione Consilium de emendanda ecclesia Romana, którego jednym z autorów był będący wówczas kardynałem Paweł IV); czy dzieła naukowe omawiające teorię heliocentryczną.
Od roku 1599 czytanie Biblii w językach narodowych wymagało osobistego zezwolenia papieża. Ograniczenia te eliminowano stopniowo dopiero od drugiej połowy wieku XVIII, jednak w praktyce czytelnictwo Biblii w krajach katolickich zostało znacznie ograniczone aż do XIX wieku, kiedy zaczęły coraz szerzej działać Towarzystwa Biblijne. Ostatnie wydanie ukazało się w roku 1948, zaś w roku 1966 Indeks został uznany za dokument historyczny.
Pomimo objęcia Indeksem tysięcy pozycji, część historyków uważa, że jego znaczenie jest przeceniane, szczególnie jeśli chodzi o domniemany negatywny wpływ na rozwój literatury i nauki. Inkwizycja nie była w stanie go egzekwować, a wiele dzieł zakazanych było bez przeszkód dostępnych w krajach katolickich.

### Inkwizycja
Była powołana w XIII w. początkowo do walki z innowiercami. Jej wyroki musieli uznawać i wykonywać wszyscy katoliccy władcy państw europejskich. W 1542 r. papież Paweł III zmienił zasady funkcjonowania tej instytucji sądowniczej, tak aby skuteczniej zapobiegać działaniom protestantów. Nadzór nad wykonywanymi przez nią zadaniami powierzył wówczas sześciu kardynałom. Jednak metody stosowane przez inkwizytorów sprawiły, że instytucja ta zyskała bardzo złą sławę na całym kontynencie.

## Cele kontrreformacji
Głównym celem kontrreformacji było odzyskanie przez Kościół katolicki pozycji i wpływów, utraconych wskutek reformacji. Cel ten realizowano w krajach Europy Zachodniej trzema metodami:
1. Surowe prześladowania innowierców przez aparat państwowy, współdziałający z Kościołem katolickim w zwalczaniu opozycji wyznaniowej (metoda ta stosowana była przede wszystkim w Hiszpanii, a także w posiadłościach Habsburgów w Niderlandach oraz we Włoszech);
2. Nakłanianie władców katolickich do działań zbrojnych przeciwko krajom protestanckim w celu przywrócenia Kościołowi katolickiemu pozycji panującej (metodę tę stosowano przede wszystkim w krajach niemieckich, ale także przeciwko Anglii);
3. Przejściowe tolerowanie istnienia grup innowierczych obok katolicyzmu, aby w sprzyjających okolicznościach zastosować radykalniejsze środki (metodę tę stosowano we Francji, a także w Polsce).

Ostatecznym celem kontrreformacji było wymordowanie „zatwardziałych heretyków”, to znaczy tych protestantów, którzy mimo perswazji nie chcieli przyjąć wyznania rzymskokatolickiego.

## Postacie kontrreformacji i odnowy Kościoła rzymskokatolickiego
Kościół wydał wtedy cały zastęp ludzi oddanych bez reszty idei przywracaniu wpływów kościoła katolickiego oraz działalności misyjnej. Należeli do nich: Stanisław Hozjusz (1504–1579), Filip Neri (1515–1595), Karol Boromeusz (1538–1584), Franciszek Salezy (1567–1622).

## Kontrreformacja w Polsce
Kościół katolicki cele kontrreformacji w Polsce realizował zasadniczo bez stosów, skupiając się na opanowaniu życia umysłowego i odcięcia innowiercom drogi do zaszczytów i urzędów. Likwidowano szkolnictwo (Akademia Rakowska) czy oficyny wydawnicze innowierców (dom wydawniczy Sebastiana Sternackiego), a braci polskich pod groźbą kary śmierci zmuszono do zmiany wyznania lub opuszczenia Rzeczypospolitej. Znane przypadki straceń dotyczyły Katarzyny Weiglowej (za przejście na judaizm), Jana Tyszkowica (za „herezję”), Franco de Franco (za „bluźnierstwo”), żyda Matatiasza Calahory (za rzekomą obrazę Matki Bożej) czy Kazimierza Łyszczyńskiego (za ateizm). Zdarzały się również przypadki napaści, zabójstw, niszczenia mienia i pogromów innowierców.

## Skutki kontrreformacji

### Konsekwencje dla kościoła
W efekcie kontrreformacji pozostały przy katolicyzmie niemal w całości kraje romańskie, część Niemiec i część krajów słowiańskich. Uporządkowanie reguł i potwierdzenie dogmatów oraz przywrócenie dyscypliny wśród duchowieństwa przyczyniły się do odnowy i wewnętrznego scalenia Kościoła katolickiego, który skutecznie mógł reagować na postępującą reformację. W walce z reformacją pomagała pełna przepychu architektura i sztuka. Sobór Trydencki utrwalił pozycję Kościoła katolickiego w krajach, gdzie reformacja nie wywarła większego wpływu (Hiszpania, Portugalia). Ponadto przyczyniła się do zahamowania postępów reformacji, a nawet do jej regresu w krajach, gdzie była ona silnie rozwinięta (Czechy, Francja, Polska).

### Konsekwencje dla nauki
Wywarła negatywny wpływ na rozwój nauki. Przed kontrreformacją kraje protestanckie i katolickie miały podobną ilość naukowców w przeliczeniu na mieszkańca. Po kontrreformacji w krajach katolickich (Włochy, Belgia, Hiszpania, Portugalia) dramatycznie spadła liczba naukowców. Spadek populacji naukowców był większy w miastach, gdzie kontrreformacja była bardziej intensywna. Spadkowi ilości naukowców towarzyszył spadek jakości nauki, w krajach katolickich spadła ilość znanych i cytowanych naukowców. Efekt wstrząsu trwał w długim okresie, głównie na skutek powrotów do polityk praktykowanych w okresie kontrreformacji w późniejszych okresach. Kontrreformacja była jednym z największych wstrząsów dla nauki w historii ludzkości.